# Rodrigo Costa
Rodrigo Soares da Costa (Rio de Janeiro, 16 agosto 1993) è un giocatore di beach soccer brasiliano.

## Carriera
Con la Nazionale brasiliana si è laureato campione del mondo nel 2017 e nel 2024